# ایا آندروشچاک
ایا آندروشچاک (انگلیسی: Iya Andrushchak؛ زادهٔ ۱۳ مارس ۱۹۸۷) بازیکن فوتبال اهل اوکراین است.
از باشگاه‌هایی که در آن بازی کرده‌است می‌توان به اشاره کرد.
وی همچنین در تیم ملی فوتبال زنان اوکراین بازی کرده‌است.